# Angraecopsis pusilla
Angraecopsis pusilla är en orkidéart som beskrevs av Victor Samuel Summerhayes. Angraecopsis pusilla ingår i släktet Angraecopsis och familjen orkidéer. Inga underarter finns listade i Catalogue of Life.